# R
R je 23. slovo hrvatske abecede. Označava alveolarni vibrantni sonant (suglasnik i samoglasnik). Također je:
- u geometriji znak za polumjer kruga
- u fizici znak za roentgen, staru jedinicu za dozu ionizirajućeg zračenja
- u elektrotehnici oznaka za električni otpor

## Povijest
Razvoj slova „R” moguće je pratiti tijekom povijesti:
| Protosemitsko R         | Feničko reš | Grčko ro | Etruščansko R · Etruščansko R | Rimsko R |
| Protosemitsko R (glava) | Feničko reš | Grčko ro | Etruščansko R                 | Rimsko R |